# Bremar Cup 1972
Il Bremar Cup 1972 è stato un torneo di tennis giocato sul sintetico indoor. È stata la 2ª edizione del torneo, che fa parte dei Tornei di tennis femminili indipendenti nel 1972. Si è giocato a Londra in Gran Bretagna, dal 13 al 19 novembre 1972.

## Campionesse

### Singolare
Margaret Smith Court ha battuto in finale  Virginia Wade con il punteggio di 6–1, 6–1

### Doppio
Margaret Smith Court /  Virginia Wade hanno battuto in finale  Brenda Kirk /  Sharon Walsh con il punteggio di 6–1 6–4